# Armand Collet-Grosfils
Henri Armand Victor (dit Armand)[réf. nécessaire] Collet-Grosfils , né à Verviers, le 22 mai 1815 et mort dans la même ville le 3 janvier 1892 fut un homme politique belge francophone libéral.
Il fut rentier.
Il fut membre du parlement,, et de la députation permanente de la province de Liège.
Il avait épousé à Verviers, le 6 juillet 1840, Élisa Évelina Antoinette Grosfils (1820-1886), fille de Pierre Joseph Grosfils, brasseur, membre de la Chambre des Représentants, et Gertrude Marie Antoinette Gérard. Son épouse était une cousine sous-germaine de l'arrière-grand-père de Marie Jeanne Berthe Grosfils (1901 - 1985), qui fut, elle, l'épouse de l'homme politique et syndicaliste Émile Parys (1897 - 1956).